# Joachim Mattern
Joachim Mattern (Beeskow, 2 maggio 1948) è un ex canoista tedesco.
Alle Olimpiadi di Montréal 1976 ha vinto una medaglia d'oro nel K2 500 m e una d'argento nel K2 1000, sempre in coppia con Bernd Olbricht.

## Palmarès
- Olimpiadi
  - Montréal 1976: oro nel K2 500 m e argento nel K2 1000 m.

- Mondiali
  - 1970: argento nel K4 1000 m e K4 10000 m, bronzo nel K2 1000 m.
  - 1973: bronzo nel K2 1000 m.
  - 1977: oro nel K2 500 m e argento nel K2 1000 m.